# زنبق سنگیو
زنبق سنگیو (نام علمی: Iris pallida subsp. cengialti) نام یک زیرگونه از گونه زنبق رنگ‌پریده است.